# Уляновска област
Уляновска област е субект на Руската Федерация, влизаща в състава на Приволжкия федерален окръг. Площ 37 181 km2 (59-о място по големина в Руската Федерация, 0,22% от нейната площ). Население на 1 януари 2018 г. 1 246 618 души (40-о място в Руската Федерация, 0,85% от нейното население). Административен център град Уляновск. Разстояние от Москва до Уляновск 893 km.

## Историческа справка
Град Уляновск възниква като укрепен пункт през 1648 г. под името Синбирск, а през 1780 г. е преименуван на Симбирск. Останалите пет града в областта са признати за такива през ХХ в. През 1796 г. е създадена Симбирска губерния с център град Симберск. На 9 май 1924 г. град Симбирск е преименуван на Уляновск, а заедно с него е преименувана и Симбирската губерния на Уляновска губерния. На 14 май 1928 г. Уляновска губерния е заличена и територията ѝ влиза в състава на Средневолжка област, от 1929 г. – Средневолжки край, от 1935 г. – Куйбишевски край, а от 1936 г. Куйбишевска област. На 19 януари 1943 г. е образувана Уляновска област от части на Куйбишевска и Пензенска област.

## Географска характеристика
Уляновска област се намира в югоизточната част на Европейска Русия, в Приволжкия федерален окръг. На север граничи с Република Чувашия и Република Татарстан, на изток – със Самарска област, на юг – със Саратовска област, на югозапад – с Пензенска област и на северозапад – с Република Мордовия. В тези си граници заема площ от 37 181 km2 (59-о място по големина в Руската Федерация, 0,22% от нейната площ).
Уляновска област е разположена в югоизточната част на Източноевропейската равнина, в Средното Поволжие. Река Волга дели областта на две неравни части. Около 3/4 от територията на областта, на запад от реката, е заета от северната част на Приволжкото възвишение с височина до 353 m с издигащи се над десния бряг на Волга Ундорски, Кременски и Сенгилеевски височини. Източната, по-малка част, левобрежието на Волга, представлява относително плоска равнина.
Климатът е умереноконтинентален. Средна януарска температура -13 °C, средна юлска температура 19 °C. Годишната сума на валежите варира от 300 mm по левобрежието на Волга до 500 mm в западните части. Вегетационният период (минимална денонощна температура 5 °C) продължава 174 денонощия.
На територията на Уляновска област протичат 2033 реки (с дължина над 1 km) с обща дължина 10 320 km и всички те принадлежат към водосборния басейн на река Волга. Волга е основната водна артерия в областта и протича през нея на протежение от около 130 km. Нейни основни притоци са Сура с притока си Бариш, Свияга, Голям Черемшан, Сизранка. Речната мрежа е неравномерно развита по територията на областта, като най-гъста е в северните и северозападни райони, а най-рядка в източните части. Реките, протичащи в западната част, имат добре оформени широки долини с развити заливна и надзаливни тераси, а тези, течащи в източната част, са пълноводни, но текат в слабо изразени долини с полегати склонове. Реките в областта са със смесено подхранване с преобладаване на снежното. Водният им режим се характеризира с високо пролетно пълноводие, лятно-есенно маловодие, нарушавано от епизодични прииждания в резултат на поройни дъждове и ясно изразено зимно маловодие.
В областта има над 1300 езера и изкуствени водоеми с обща площ около 2640 km2, като само 45 от тях са площ по-голяма от 10 дка. По произход те са предимно крайречни (старици), карстови, суфозионно-карстови. Най-голямото естествено езеро в областта е Белое озеро (2,16 km2), разположено на река Гуща, ляв приток на Свияга. Най-големите изкуствени водоеми са Куйбишевското и Саратовското водохранилища на река Волга, попадащи частично на територията на Уляновска област.
Уляновска област се простира в лесостепната зона. В почвената покривка преобладават черноземните почви. Горите заемат 25% от нейната площ, като най-големите горски масиви от широколистни гори са съсредоточени на северозапад. В източната част на отделни места са се съхранили борови гори. Животинският свят е представен от лос, лисица, белка, заек, многочислени водоплаващи и блатни птици, а във Волга и нейните притоци има богато разнообразие от различни видове риби.

## Население
На 1 януари 2018 г. населението на Уляновска област наброява 1 246 618 души (40-о място в Руската Федерация, 0,85% от нейното население). Гъстота 33,53 души/km2. Градско население 75,31%. При преброяването на населението на Руската федерация през 2010 г. етническият състав на областта е бил следният: руснаци 901 272 души (73,6%), татари 149 873 (12,2%), чуваши 94 970 (7,7%), мордовци 38 977 (3,2%), украинци 10 484 (0,9%).

## Административно-териториално деление
В административно-териториално отношение Уляновска област се дели на 3 областни градски окръга, 21 муниципални района, 6 града, в т.ч. 3 града (Димитровград, Новоуляновск и Уляновск) с областно подчинение и 3 града с районно подчинение, и 29 селища от градски тип.
| Административна единица | Площ (km2) | Население (2018 г.) | Административен център | Население (2018 г.) | Разстояние до Уляновск (в km) | Други градове и сгт с районно подчинение           |
| ----------------------- | ---------- | ------------------- | ---------------------- | ------------------- | ----------------------------- | -------------------------------------------------- |
| Областни градски окръзи |            |                     |                        |                     |                               |                                                    |
| 1. Димитровград         | 103        | 116 055             | гр. Димитровград       | 116 055             | 90                            |                                                    |
| 2. Новоуляновск         | 254        | 18 140              | гр. Новоуляновск       | 14 164              | 26                            |                                                    |
| 3. Уляновск             | 629        | 647 425             | гр. Уляновск           | 524 518             |                               |                                                    |
| Муниципални райони      |            |                     |                        |                     |                               |                                                    |
| 1. Базарносизгански     | 825        | 8516                | сгт Базарни Сизган     | 4966                | 167                           |                                                    |
| 2. Баришки              | 2270       | 39 808              | гр. Бариш              | 16 147              | 139                           | Жадовка, Измайлово, им. В.И.Ленина, Старотимошкино |
| 3. Вешкаймски           | 1436       | 17 163              | сгт Вешкайма           | 5899                | 126                           | Чуфарово                                           |
| 4. Инзенски             | 2020       | 30 145              | гр. Инза               | 17 714              | 167                           | Глотовка                                           |
| 5. Карсунски            | 1769       | 22 727              | сгт Карсун             | 7583                | 101                           | Язиково                                            |
| 6. Кузоватовски         | 2105       | 19 915              | сгт Кузоватово         | 7620                | 112                           |                                                    |
| 7. Майнски              | 2306       | 22 989              | сгт Майна              | 6300                | 77                            | Игнатовка                                          |
| 8. Мелекески            | 3472       | 34 684              | гр. Димитровград       |                     | 90                            | Мулловка, Новая Майна                              |
| 9. Николаевски          | 2084       | 24 050              | сгт Николаевка         | 5994                | 237                           |                                                    |
| 10. Новомаликлински     | 971        | 14 152              | с. Новая Маликла       | 3300                | 120                           |                                                    |
| 11. Новоспаски          | 1301       | 21 282              | сгт Новоспаское        | 10 702              | 196                           |                                                    |
| 12. Павловски           | 1018       | 13 421              | сгт Павловка           | 5232                | 293                           |                                                    |
| 13. Радишчевски         | 1637       | 12 472              | сгт Радишчево          | 4096                | 238                           |                                                    |
| 14. Сенгилеевски        | 1349       | 21 936              | гр. Сенгилей           | 6568                | 72                            | Красни Гуляй, Силикатни, Цемзавод                  |
| 15. Старокулаткински    | 1180       | 11 907              | сгт Старая Кулатка     | 4959                | 261                           |                                                    |
| 15. Старомайнски        | 2044       | 16 993              | сгт Старая Майна       | 6290                | 68                            |                                                    |
| 17. Сурски              | 1681       | 17 001              | сгт Сурское            | 6409                | 121                           |                                                    |
| 18. Теренгулски         | 1756       | 17 669              | сгт Теренга            | 5039                | 73                            |                                                    |
| 19. Уляновски           | 1273       | 36 885              | сгт Ишеевка            | 10 856              | 18                            |                                                    |
| 20. Цилнински           | 1293       | 25 432              | с. Болшое Нагаткино    | 5462                | 43                            | Цилна                                              |
| 21. Чердаклински        | 2442       | 42 110              | сгт Чердакли           | 11 477              | 35                            |                                                    |

|  | Тази страница частично или изцяло представлява превод на страницата „Административно-территориальное деление Ульяновской области“ в Уикипедия на руски. Оригиналният текст, както и този превод, са защитени от Лиценза „Криейтив Комънс – Признание – Споделяне на споделеното“, а за съдържание, създадено преди юни 2009 година – от Лиценза за свободна документация на ГНУ. Прегледайте историята на редакциите на оригиналната страница, както и на преводната страница, за да видите списъка на съавторите. ВАЖНО: Този шаблон се отнася единствено до авторските права върху съдържанието на статията. Добавянето му не отменя изискването да се посочват конкретни източници на твърденията, които да бъдат благонадеждни. |

## Селско стопанство
На цената на производството; половината от земеделието е растителна продукция.
| хиляди хектара | 1869 | 1643,8 | 1567,4 | 1127,7 | 769,6 | 950,2 | 1010,2 |